# Charles Blewitt
Charles Edward "Joe" Blewitt (Upton-upon-Severn, Worcestershire, 1 de novembre de 1895 - Birmingham, 30 de maig de 1954) fou un atleta anglès que va competir a començaments del segle xx.
El 1920 va prendre part en els Jocs Olímpics d'Anvers, on disputà dues proves del programa d'atletisme. En els 3.000 metres per equips guanyà la medalla de plata, mentre en els 5.000 metres fou cinquè.
Vuit anys més tard, als Jocs d'Amsterdam, va prendre part en la prova dels 3.000 metres obstacles del programa d'atletisme. Quedà eliminat en sèries. Una lesió va impedir que prengués part als Jocs de París de 1924.
En el seu palmarès també destaquen tres títols al cros de les Nacions, dos amb l'equip anglès i un d'individual, així com dues plates per equips.

## Millors marques
- 880 iardes 2:02.6 (1920)
- Milla. 4' 21.6" (1923)
- 3.000 metres. 8' 49.3" (1920)
- 5.000 metres. 15' 15.2" (1922)
- 10.000 metres. 32' 44.4" (1921)
- 3.000 metres obstacles. 10' 17.0" (1924)[1][2]